# Launceston (Regno Unito)
Launceston (IPA: /ˈlɑːnstən/) è una località del Regno Unito di 7135 abitanti.
Si trova nella contea inglese di Cornovaglia.

## Amministrazione

### Gemellaggi
- Plestin-les-Grèves, Francia